# Gruppo Sportivo BPD Colleferro 1953-1954
Questa pagina raccoglie i dati riguardanti la Gruppo Sportivo B.P.D. Colleferro nelle competizioni ufficiali della stagione 1953-1954.

## Divise
| Prima divisa | Seconda divisa |

In questa stagione sulle maglie del Colleferro era presente il logo della marca d'abbigliamento Facis.

## Calciomercato

### Sessione estiva
| Acquisti | Acquisti        | Acquisti       | Acquisti               |
| R.       | Nome            | da             | Modalità               |
| -------- | --------------- | -------------- | ---------------------- |
| C        | Mario Schiuma   | Soccer Trani   | definitivo (3,9 mln £) |
| C        | Bruno Di Giulio | Brindisi       | definitivo             |
| C        | Sergio Brusadin | Albatrastevere | definitivo             |
| A        | Adelmo Prenna   | Terracina      | definitivo             |
| ?        | D'Angelo        | Roma           | definitivo             |
| D        | Carlo Garzia    | Latina         | definitivo             |
| C        | Orsini          | Latina         | definitivo             |
| C        | Ciolli          | Aurelia        | definitivo             |
| D        | Morgantini      | Stadium        | definitivo             |

| Cessioni | Cessioni          | Cessioni | Cessioni   |
| R.       | Nome              | a        | Modalità   |
| -------- | ----------------- | -------- | ---------- |
| D        | Cesari            | Velletri | definitivo |
| C        | Francesco Incitti | ?        | definitivo |
| ?        | Tibaldi           | Velletri | prestito   |
| C        | Giorgio Bozzato   | Lecce    | definitivo |

## Risultati

### IV Serie

#### Girone di andata
| Arbitro: | Casagli (Firenze) |

|                       |           |                       |
| Marusic 34’ Conte 74’ | Marcatori | 49’ Prenna 72’ Orsini |

| Arbitro: | Santese (Taranto) |

|              |           |  |
| Di Giulio 2’ | Marcatori |  |

| Arbitro: | Tovani (Pisa) |

|  |           |                        |
|  | Marcatori | 36’ Prenna 70’ Biglino |

| Arbitro: | Monni (Perugia) |

|                            |           |  |
| Biglino 4’, 22’ Prenna 78’ | Marcatori |  |

| Arbitro: | Ascari (Modena) |

|              |           |                |
| Starcich 90’ | Marcatori | 39’ Bastianini |

| Arbitro: | De Toma (Bari) |

|            |           |         |
| Orsini 24’ | Marcatori | 57’ Pin |

| Arbitro: | Angelini (Firenze) |

|           |           |            |
| Caruso 9’ | Marcatori | 36’ Orsini |

| Arbitro: | Iadanza (Benevento) |

|                                               |           |             |
| Prenna 7’ Guasco 15’ Orsini 36’ Di Giulio 66’ | Marcatori | 17’ Ferrari |

| Arbitro: | Morini (Reggio Calabria) |

|                               |           |                       |
| Trillini II 18’ Bartolini 22’ | Marcatori | 7’ Chiaretti 65’ Lini |

| Arbitro: | Casato (Bari) |

|            |           |  |
| Orsini 86’ | Marcatori |  |

| Arbitro: | Babini (Ravenna) |

|                              |           |  |
| Guidetti 31’, 73’ Cuoghi 40’ | Marcatori |  |

| Arbitro: | Alessandrini (Terni) |

|                                   |           |            |
| Orsini 9’ Prenna 14’ D'Angelo 90’ | Marcatori | 41’ Di Meo |

| Arbitro: | Angelini (Firenze) |

|             |           |             |
| Bellini 27’ | Marcatori | 28’ Schiuma |

| Arbitro: | Angelini (Firenze) |

|                      |           |              |
| Prenna 8’ Guasco 27’ | Marcatori | 35’ Lombardi |

| Chieti 3 gennaio 1954 | Chieti       | 0 – 0 | B.P.D. Colleferro | \| Arbitro: \| Seo (Napoli) \| |
| Arbitro:              | Seo (Napoli) |       |                   |                                |

#### Girone di ritorno
| Arbitro: | Frisini (Bari) |

|               |           |  |
| Chiaretti 88’ | Marcatori |  |

| Arbitro: | Baldassari (Udine) |

|                |           |                                      |
| Maruzzella 63’ | Marcatori | 3’ Guasco 76’ Chiaretti 89’ D'Angelo |

| Arbitro: | Perri (Catanzaro) |

|                            |           |  |
| D'Angelo 42’ Chiaretti 55’ | Marcatori |  |

| Arbitro: | Samorè (Ravenna) |

|  |           |            |
|  | Marcatori | 15’ Guasco |

| Arbitro: | Fiore (Matera) |

|                                     |           |                              |
| Lini 12’ Prenna 40’, 80’ Guasco 48’ | Marcatori | 61’ Mobili 77’, 86’ Pascucci |

| Arbitro: | Bondi (Bologna) |

|         |           |            |
| Paci 7’ | Marcatori | 17’ Prenna |

| Arbitro: | Guidi (Brescia) |

|                             |           |  |
| Chiaretti 24’, 89’ Lini 78’ | Marcatori |  |

| Arbitro: | Baldassarre (Udine) |

|             |           |                 |
| Ferrari 51’ | Marcatori | 30’, 37’ Guasco |

| Arbitro: | Tovani (Pisa) |

|           |           |  |
| Orsini 5’ | Marcatori |  |

| Arbitro: | Gevolani (Milano) |

|                       |           |  |
| Boschi 6’ Morandi 40’ | Marcatori |  |

| Arbitro: | Santoliquido (Bari) |

|                            |           |           |
| Prenna 29’ Orsini 31’, 71’ | Marcatori | 7’ Cuoghi |

| Arbitro: | Samorè (Ravenna) |

|                 |           |            |
| Modesti 4’, 55’ | Marcatori | 18’ Orsini |

| Arbitro: | Annoscia (Bari) |

|                                        |           |                 |
| Orsini 14’, 41’ Lini 63’ Chiaretti 78’ | Marcatori | 90’ Battistelli |

| Arbitro: | Morini (Reggio Emilia) |

|                            |           |                          |
| Romanazzo 75’ Bassetti 81’ | Marcatori | 36’ Orsini 56’ Chiaretti |

| Arbitro: | Zaza (Molfetta) |

|                                                                       |           |  |
| Prenna 8’, 88’, 89’ Chiaretti 29’, 45’ Orsini 43’, 90’ Bastianini 85’ | Marcatori |  |

## Finali IV Serie

### Girone di andata
| Arbitro: | Pisanu (Verona) |

|               |           |  |
| Seghedoni 42’ | Marcatori |  |

| Arbitro: | Butti (Como) |

|          |           |             |
| Lini 30’ | Marcatori | 14’ Mazzoni |

| Arbitro: | Genel |

|  |           |               |
|  | Marcatori | 75’ Di Giulio |

### Girone di ritorno
| Arbitro: | Morini (Reggio Emilia) |

|                        |           |              |
| Chiaretti 14’ Lini 41’ | Marcatori | 6’ Seghedoni |

| Arbitro: | Gazzano (Genova) |

|                           |           |                    |
| Mazzoni 53’ Gamberini 89’ | Marcatori | 39’, 65’ Chiaretti |

| Arbitro: | Civolani (Milano) |

|                                 |           |  |
| Orsini 13’, 45’, 89’ Prenna 16’ | Marcatori |  |

### Spareggi promozione
| Arbitro: | Bellotto (Pordenone) |

|  |           |                     |
|  | Marcatori | 11’, 24’, 79’ Rossi |

| Arbitro: | Guidi (Brescia) |

|                    |           |              |
| Gamberini 33’, 84’ | Marcatori | 87’ D'Angelo |

## Fase finale

### Girone B
|  |    | IV Serie girone finale B 1953-54 | Punti | G | V | N | P | GF | GS |
|  | -- | -------------------------------- | ----- | - | - | - | - | -- | -- |
|  | 1. | Bari                             | 8     | 6 | 3 | 2 | 1 | 12 | 8  |
|  | 2. | Prato                            | 8     | 6 | 4 | 0 | 2 | 9  | 3  |
|  | 3. | BPD Colleferro                   | 8     | 6 | 3 | 2 | 1 | 10 | 5  |
|  | 4. | Foggia                           | 0     | 6 | 0 | 0 | 6 | 2  | 17 |
|  |    |                                  |       |   |   |   |   |    |    |

#### Spareggi promozione
|  |    | Spareggi promozione in Serie C | Punti | G | V | N | P | GF | GS |
|  | -- | ------------------------------ | ----- | - | - | - | - | -- | -- |
|  | 1. | Bari                           | 3     | 2 | 1 | 1 | 0 | 3  | 2  |
|  | 2. | Prato                          | 3     | 2 | 1 | 1 | 0 | 4  | 1  |
|  | 3. | BPD Colleferro                 | 0     | 2 | 0 | 0 | 2 | 1  | 5  |
|  |    |                                |       |   |   |   |   |    |    |

## Statistiche di squadra
| Competizione | Punti | In casa | In casa | In casa | In casa | In casa | In casa | In trasferta | In trasferta | In trasferta | In trasferta | In trasferta | In trasferta | Totale | Totale | Totale | Totale | Totale | Totale | DR  |
| Competizione | Punti | G       | V       | N       | P       | Gf      | Gs      | G            | V            | N            | P            | Gf           | Gs           | G      | V      | N      | P      | Gf     | Gs     | DR  |
| ------------ | ----- | ------- | ------- | ------- | ------- | ------- | ------- | ------------ | ------------ | ------------ | ------------ | ------------ | ------------ | ------ | ------ | ------ | ------ | ------ | ------ | --- |
| IV Serie     | 45    | 15      | 14      | 1       | 0       | 41      | 9       | 15           | 4            | 8            | 3            | 17           | 17           | 30     | 18     | 9      | 3      | 71     | 46     | +25 |